# Quartier de la Chaussée-d'Antin
Quartier de la Chaussée-d'Antin är Paris 34:e administrativa distrikt, beläget i nionde arrondissementet. Distriktet är uppkallat efter Rue de la Chaussée-d'Antin.
Nionde arrondissementet består även av distrikten Saint-Georges, Faubourg-Montmartre och Rochechouart.

## Sevärdheter
- Palais Garnier
- Lycée Condorcet
- Cité d'Antin
- Printemps Haussmann
- Galeries Lafayette Haussmann
- Square de l'Opéra-Louis-Jouvet
- Place Édouard-VII
- Place de l'Opéra
- Olympia
- Cité Pigalle

## Bilder
| - De fyra administrativa distrikten i Paris nionde arrondissement. - Cité d'Antin. - Place de l'Opéra. |

## Kommunikationer
- Tunnelbana – linjerna   – Chaussée d'Antin–La Fayette
- Tunnelbana – linje  – Trinité–d'Estienne d'Orves